# Masunga

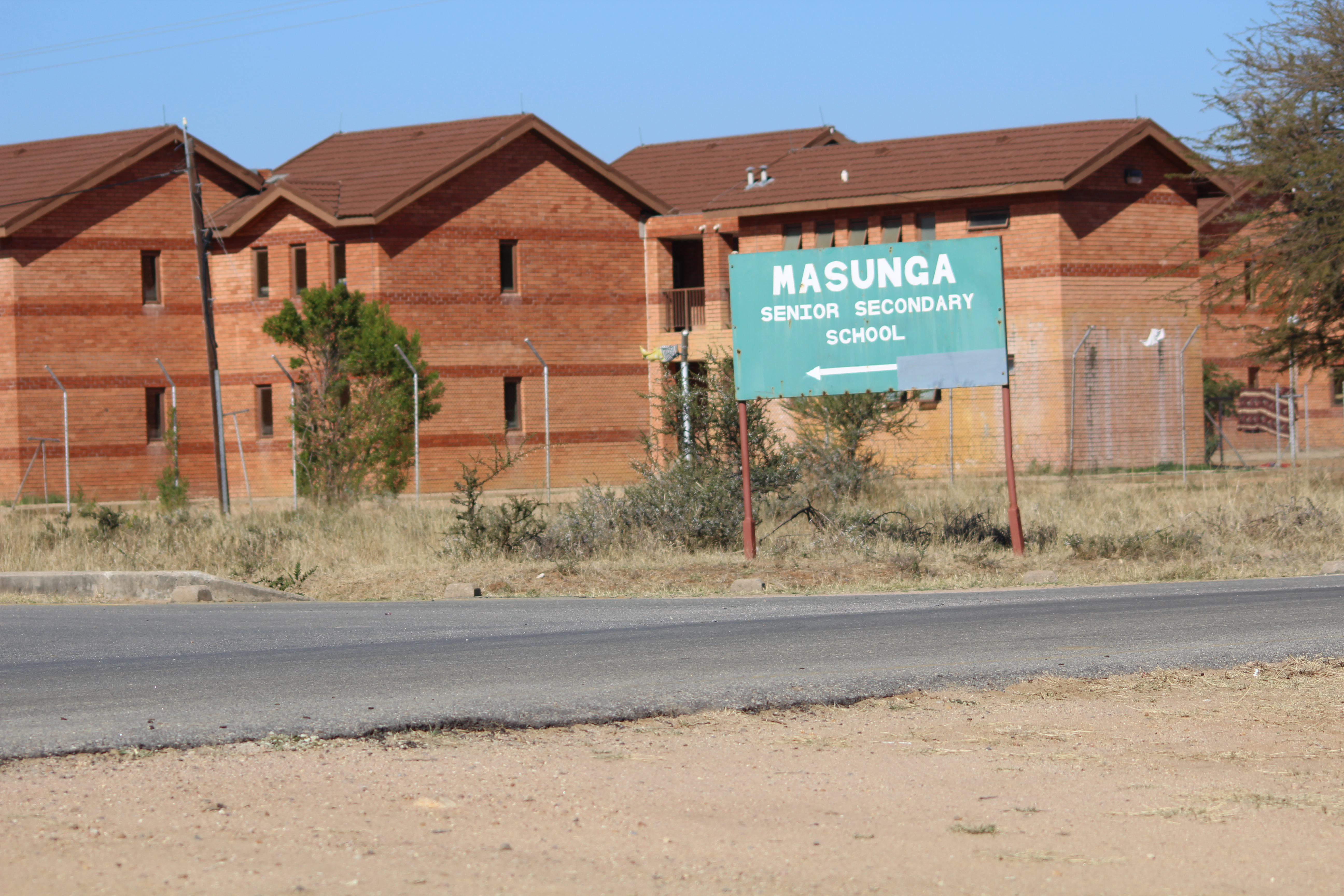
Maisons résidentielles des enseignants du lycée de Masunga

Masunga est une ville du Botswana.